# ورایزن وایرلس
ورایزن وایرلس (به انگلیسی: Verizon Wireless) شرکت مخابرات آمریکایی است، که به‌عنوان شرکت تابعه گروه ورایزن کامیونیکیشنز و بازوی ارائه خدمات مخابرات بی‌سیم این شرکت فعالیت می‌کند.
شرکت ورایزن وایرلس در ماه آوریل سال ۲۰۰۰ از سرمایه‌گذاری مشترک شرکت‌های ورایزن و وودافون تأسیس شد و در حال حاضر با در اختیار داشتن بیش از ۱۰۲ میلیون مشترک خطوط موبایل، به‌عنوان بزرگترین اپراتور تلفن همراه ایالات متحده آمریکا شناخته می‌شود.
بزرگترین سهامداران این شرکت تا پایان سال مالی ۲۰۱۳ ورایزن کامیونیکیشنز با ۵۵ درصد و وودافون با ۴۵ درصد بودند. در ماه فوریه ۲۰۱۴ شرکت ورایزن اقدام به خریداری ۴۵ درصد از سهام متعلق به وودافون در این شرکت به ارزش ۱۳۰ میلیارد دلار نمود. در حال حاضر شرکت ورایزن مالکیت ۱۰۰ درصد از سهام ورایزن وایرلس را در اختیار دارد.